# Beta-carbolină
Beta-carbolina (β-carbolina, 9H-pirido[3,4-b]indol) este un compus organic derivat de indol, regăsindu-se în structura mai multor alcaloizi și compuși sintetici. Derivații naturali de β-carboline prezintă un efect biologic la nivelul creierului, dar și efect antioxidant. Derivații sintetici de β-carbolină prezintă efect neuroprotector, cresc abilitățile cognitive și au proprietăți antitumorale.
Exemple de derivați sunt: harman, harmină, harmalină, harmalol, pinolină.